# 周衣冰
周衣冰（1922年2月—2017年8月9日），原名周余彬，安徽省巢县（今巢湖市）柘皋镇人，中国人民解放军中将。

## 生平

### 早期经历
早年就读于位于柘皋的巢县第二高级小学。1938年8月，周衣冰在安徽巢县政训班学习，任黄山区工作团团员、区委书记、工作团副团长。1938年12月加入中国共产党。1939年11月参加新四军，任新四军江北指挥部十大队指导员、江北游击纵队政治部指导员。1941年，周衣冰任新四军第二师六旅十七团一营一连指导员、二师卫生部休养所指导员。1943年任凤阳县总队特务连指导员，次年任凤阳怀二区教导员，中共凤阳县委组织部副部长。
第二次国共内战时期，周衣冰任华中第四军分区坚持部队副司令员、中共中心县委书记。1948年起，历任江淮军区第四军分区总队长、第四军分区司令部副参谋长，参加淮海战役。1949年任皖北公路管理总局局长。

### 中华人民共和国成立后
1950年，周衣冰任华东军区警备十四旅参谋长。1951年任第二十四军七十一师参谋长。1952年，他到中国人民解放军军事学院高级速成系学习。1955年，调任中国人民志愿军第一军第一师副师长，被授予中校军衔，获三级独立自由勋章、二级解放勋章，次年升任师长。1959年起，历任陆军军副参谋长、参谋长、副军长等职。1973年任北京军区副参谋长。
1980年12月，周衣冰任北京军区参谋长。1981年，负责华北大演习导演部工作。1984年，担任中华人民共和国建国三十五周年阅兵副总指挥。1985年6月任北京军区副司令员、军区党委常委。1987年，升任北京军区司令员。1988年，授予中国人民解放军中将。1989年，他负责指挥北京戒严行动。1990年退役。是中共第十三届中央委员，第六届全国人大代表，第八届全国人大代表、第八届全国人大法律委员会委员。1998年，被授予独立功勋荣誉章。
2017年8月9日，周衣冰在北京病逝，享年95岁。

## 家庭
- 子：周小周，中国人民解放军中将，成都军区副司令员[11]，成都军区善后办公室主任[10]。